# Descida do Monte Sinai (Capela Sistina)
A Descida do Monte Sinai é um afresco  do pintor renascentista italiano Cosimo Rosselli feito entre os anos 1481 e 1482 e localizado na Capela Sistina em Roma.

## História
Em 27 de outubro de 1480, diversos pintores florentinos partiram para Roma, onde foram chamados como parte de um projeto de reconciliação entre Lorenzo de' Medici, o governante de facto da República Florentina e Papa Sisto IV. Os florentinos iniciaram os trabalhos na Capela Sistina no começo da primavera de 1841 junto com Pietro Perugino. Rosselli trouxe com ele seu genro, Piero di Cosimo.
O tema da decoração era um paralelo entre as Estórias de Moisés e as de Cristo, como um sinal da continuidade do Velho e do Novo Testamento. Uma continuidade também entre a lei divina das Tábuas e a mensagem de Jesus, que por sua vez, escolheu Pedro (o primeiro bispo eleito de Roma) como seu sucessor: isso iria finalmente resultar na legitimação dos sucessores deste último, os papas de Roma.

## Descrição
A cena é parte do ciclo das Estórias de Moisés e como os outros afrescos mostra diversas cenas ao mesmo tempo, o tema é descrito pela inscrição do friso da pintura: PROMULGATIO LEGIS SCRIPTE PER MOISEM. In ("Promulgação das Escrituras por Moisés").
Na parte superior está Moisés ajoelhado no Monte Sinai com Josué dormindo próximo ,ele recebe as Tábuas da Lei de Yahweh, que aparece numa nuvem luminescente cercado por anjos. No primeiro plano à esquerda Moises apresenta as inscrições aos israelitas. Ao fundo um acampamento de tendas como altar do bezerro de ouro ao meio, os israelitas estimulados por Aarão o estão adorando.